# 2009년 세계 배드민턴 선수권 대회
제17회 세계 배드민턴 선수권 대회는 세계 배드민턴 연맹(BWF) 주관으로 2009년 8월 10일에서 16일까지 인도 하이데라바드에서 열린 국제 배드민턴 대회이다.

## 같이 보기
- 올림픽 배드민턴